# Georges Vitaly
Georges Vitaly (né Vitaly Garkouchenko le 15 janvier 1917 à Simferopol en Ukraine, alors dans l'Empire russe, et mort le 2 janvier 2007 à Paris) était un comédien, metteur en scène et directeur de théâtre français. 

## Biographie
Fils d'émigrés ayant fui la révolution russe, il s'est formé au métier de comédien à partir de 1934. Il remporte en 1947 le concours des jeunes compagnies avec Le mal court de Jacques Audiberti avec Suzanne Flon.
Il fonde en 1947 le théâtre de la Huchette qu'il dirige jusqu'en 1952, puis il assume de 1954 à 1970, la direction du théâtre La Bruyère, à Paris. De 1970 à 1975, il dirige la Maison de la culture de Nantes.
Il était le mari de la comédienne Monique Delaroche (1921-2006).

## Filmographie

### Cinéma
- 1959 : La Nuit des espions de Robert Hossein
- 1960 : Les Canailles de Maurice Labro
- 1964 : L'Enfer de Henri-Georges Clouzot (inachevé)

### Télévision
- 1970 : La Hobereaute (opéra parlé de Jacques Audiberti), mise en scène Georges Vitaly, en différé de l'Hôtel de Béthune-Sully dans le cadre du Festival du Marais, réalisation Philippe Laïk
- 1970 : Les Caprices de Marianne d'Alfred de Musset, réalisation
- 1981 : Le Petit Théâtre d'Antenne 2 : Un dirigeable ensorcelé d'André Halimi, réalisation

### Au théâtre ce soir
Metteur en scène
- 1970 : Cherchez le corps, Mister Blake de Frank Launder, Sidney Gilliat, réalisation Pierre Sabbagh, théâtre Marigny
- 1976 : La Sainte Famille d'André Roussin, réalisation Pierre Sabbagh, théâtre Édouard VII
- 1976 : Le monsieur qui attend d'Emlyn Williams, réalisation Pierre Sabbagh, théâtre Édouard VII
- 1977 : Appelez-moi maître de Renée et Gabriel Arout, réalisation Pierre Sabbagh, théâtre Marigny
- 1978 : Une femme trop honnête d'Armand Salacrou, réalisation Pierre Sabbagh, théâtre Marigny
- 1979 : Good Bye Charlie de George Axelrod, adaptation Pierre Barillet et Jean-Pierre Grédy, réalisation Pierre Sabbagh, théâtre Marigny
- 1980 : La Claque d'André Roussin, réalisation Pierre Sabbagh, théâtre Marigny
- 1981 : La Quadrature du cercle de Valentin Kataïev, réalisation Pierre Sabbagh, théâtre Marigny
- 1984 : Un parfum de miel d'Eric Westphal, réalisation Pierre Sabbagh, théâtre Marigny
- 1984 : Pomme, pomme, pomme de Jacques Audiberti, réalisation Pierre Sabbagh, théâtre Marigny

## Théâtre

### Comédien
- 1944 : Hyménée de Nicolas Gogol, mise en scène Pierre Valde, théâtre du Vieux Colombier
- 1945 : Caligula d'Albert Camus, mise en scène Paul Œttly, théâtre Hébertot
- 1947 : Le mal court de Jacques Audiberti, mise en scène Georges Vitaly, théâtre Charles de Rochefort, théâtre de Poche
- 1947 : Les Amants de Noël de Pierre Barillet, mise en scène Pierre Valde, théâtre de Poche
- 1948 : La Fête noire de Jacques Audiberti, mise en scène Georges Vitaly, théâtre de la Huchette[2]
- 1949 : La Quadrature du cercle de Valentin Kataiev, mise en scène Georges Vitaly, théâtre de la Huchette
- 1951 : Monsieur Bob'le de Georges Schehadé, mise en scène Georges Vitaly, théâtre de la Huchette
- 1960 : L'Homme à l'ombrelle blanche de Charles Charras, mise en scène Georges Vitaly, Poche Montparnasse

### Metteur en scène
- 1945 : La Cinquantaine de Georges Courteline, L’Anniversaire de la fondation et Une noce d’Anton Tchekhov, théâtre de Poche
- 1946 : Les Pères ennemis de Charles Vildrac, théâtre Édouard VII
- 1947 : Le mal court de Jacques Audiberti, théâtre Charles de Rochefort, théâtre de Poche, Comédie des Champs-Élysées, théâtre des Noctambules
- 1947 : Les Épiphanies d'Henri Pichette, théâtre des Noctambules
- 1948 : Le Sang clos de René Maurice Picard, théâtre de la Huchette
- 1948 : La Fête noire de Jacques Audiberti, théâtre de la Huchette
- 1949 : Les Indifférents d'Odilon-Jean Périer, théâtre de la Huchette
- 1949 : Les Taureaux d'Alexandre Arnoux, théâtre de la Huchette
- 1949 : La Quadrature du cercle de Valentin Kataiev, théâtre de la Huchette
- 1950 : Pépita d'Henri Fontenille et Maurice Chevit, théâtre de la Huchette
- 1950 : Pucelle de Jacques Audiberti, théâtre de la Huchette
- 1951 : La Belle Rombière de Jean Clervers & Guillaume Hanoteau, théâtre de la Huchette, théâtre de l'Œuvre
- 1951 : Edmée de Pierre-Aristide Bréal, théâtre de la Huchette
- 1951 : Monsieur Bob'le de Georges Schehadé, théâtre de la Huchette
- 1952 : Médée de Robinson Jeffers, théâtre Montparnasse
- 1952 : Les Taureaux d'Alexandre Arnoux, théâtre Montparnasse
- 1952 : La Petite Femme de Loth de Tristan Bernard, théâtre Montparnasse
- 1952 : La Puce à l'oreille de Georges Feydeau, théâtre Montparnasse
- 1952 : La Farce des ténébreux de Michel de Ghelderode, théâtre du Grand-Guignol
- 1952 : Les Barbes nobles d'André Roussin, théâtre du Grand-Guignol
- 1953 : La Délaissée de Max Maurey,
- 1953 : Crime parfait de Frederick Knott, théâtre des Ambassadeurs
- 1953 : Du plomb pour ces demoiselles de Frédéric Dard, théâtre du Grand-Guignol
- 1953 : L'Énigme de la chauve-souris de Mary Roberts Rinehart, théâtre du Grand-Guignol
- 1953 : Les Naturels du Bordelais de Jacques Audiberti, théâtre La Bruyère
- 1953 : La Danseuse et le comédien de Claude Schnerb, théâtre La Bruyère
- 1954 : La Puce à l'oreille de Georges Feydeau, théâtre des Célestins
- 1954 : Crime parfait de Frederick Knott, théâtre de l'Ambigu
- 1954 : Les Mystères de Paris d'Albert Vidalie d'après Eugène Sue, théâtre La Bruyère
- 1954 : Si jamais je te pince !... d'Eugène Labiche, théâtre La Bruyère
- 1955 : Lady 213 de Jean Guitton, théâtre de la Madeleine
- 1955 : Doit-on le dire ? d'Eugène Labiche, théâtre La Bruyère
- 1955 : Un cas intéressant de Dino Buzzati, adaptation Albert Camus, théâtre La Bruyère
- 1955 : Monsieur et Mesdames Kluck de Germaine Lefrancq, théâtre La Bruyère
- 1955 : Le mal court de Jacques Audiberti, théâtre La Bruyère
- 1955 : Ce diable d'ange de Pierre Destailles et Charles Michel, Comédie Wagram
- 1956 : Le Prince endormi de Terence Rattigan, théâtre de la Madeleine
- 1957 : Une femme trop honnête d'Armand Salacrou, théâtre Édouard VII
- 1957 : La Petite Femme de Loth de Tristan Bernard, théâtre La Bruyère
- 1957 : Hibernatus de Jean Bernard-Luc, théâtre de l'Athénée
- 1957 : La Mégère apprivoisée de William Shakespeare, théâtre de l'Athénée
- 1957 : La terre est basse d'Alfred Adam, théâtre La Bruyère
- 1957 : Les Taureaux d'Alexandre Arnoux, théâtre La Bruyère
- 1958 : Le Ouallou de Jacques Audiberti, théâtre La Bruyère
- 1958 : Le Chinois de Pierre Barillet et Jean-Pierre Grédy, théâtre La Bruyère
- 1958 : Don Juan d'Henry de Montherlant, théâtre de l'Athénée
- 1958 : Le Système Ribadier de Georges Feydeau, théâtre La Bruyère
- 1958 : Le Serment d'Horace d'Henry Murger, théâtre La Bruyère
- 1958 : La Petite Femme de Loth de Tristan Bernard, théâtre La Bruyère
- 1959 : L'Effet Glapion de Jacques Audiberti, théâtre La Bruyère
- 1959 : Edmée de Pierre-Aristide Bréal, théâtre La Bruyère
- 1960 : Le Mariage de Monsieur Mississippi de Friedrich Dürrenmatt, théâtre La Bruyère
- 1960 : L'Homme à l'ombrelle blanche de Charles Charras, Poche Montparnasse
- 1961 : Monsieur chasse ! de Georges Feydeau, théâtre La Bruyère
- 1961 : Le Rêveur de Jean Vauthier, théâtre La Bruyère
- 1962 : Frank V de Friedrich Dürrenmatt, théâtre national de Belgique
- 1962 : Irma la douce d'Alexandre Breffort et Marguerite Monnot, Pays-Bas
- 1962 : Catharsis de Michel Parent, Festival des nuits de Bourgogne Dijon
- 1962 : Pomme, pomme, pomme de Jacques Audiberti, théâtre La Bruyère
- 1962 : La Queue du diable d'Yves Jamiaque, théâtre La Bruyère
- 1962 : Cherchez le corps, Mister Blake de Frank Launder et Sidney Gilliat, théâtre La Bruyère
- 1963 : Les Passions contraires de Georges Soria, théâtre La Bruyère
- 1963 : Le mal court de Jacques Audiberti, théâtre La Bruyère
- 1963 : Les Rustres de Carlo Goldoni, Pays-Bas
- 1964 : 2+2=2 de Staf Knop, théâtre La Bruyère
- 1964 : Marie Stuart de Friedrich von Schiller, Festival des nuits de Bourgogne
- 1965 : El Greco de Luc Vilsen, théâtre du Vieux Colombier
- 1966 : Le mal court de Jacques Audiberti, Tréteaux de France
- 1966 : Eris de Lee Falk, théâtre La Bruyère
- 1966 : Le Grand Cérémonial de Fernando Arrabal, théâtre des Mathurins
- 1966 : Mêlées et démêlées d'Eugène Ionesco, théâtre La Bruyère
- 1966 : La Fête noire de Jacques Audiberti, Festival du Marais Hôtel de Sully, théâtre La Bruyère
- 1967 : Un parfum de fleurs de James Saunders, théâtre La Bruyère
- 1967 : Les Caprices de Marianne d'Alfred de Musset, Festival des Nuits de Bourgogne, Festival du Languedoc
- 1968 : Quoat-Quoat de Jacques Audiberti, théâtre La Bruyère
- 1968 : Le mal court de Jacques Audiberti, Tréteaux de France, tournée au Moyen-orient Égypte, Liban, Turquie)
- 1969 : Guerre et paix au café Sneffle de Rémo Forlani, théâtre La Bruyère
- 1969 : La Fête noire de Jacques Audiberti, théâtre La Bruyère
- 1969 : la Hobereaute de Jacques Audiberti, Hôtel de Béthune-Sully
- 1970 : Des pommes pour Ève de Gabriel Arout, théâtre La Bruyère
- 1970 : Caligula d'Albert Camus, théâtre La Bruyère, théâtre Graslin
- 1970 : La Résistible Ascension d'Arturo Ui de Bertolt Brecht, Maison de la Culture de Nantes
- 1971 : La Logeuse de Jacques Audiberti, théâtre La Bruyère
- 1971 : Vézelay la colline éternelle son et lumière, texte Maurice Druon
- 1972 : L'Ingénu d'Auteuil de Jean Le Marois, théâtre La Bruyère
- 1972 : Les Frères Karamazov de Fiodor Dostoïevski, théâtre Graslin
- 1973 : Série blême de Boris Vian, théâtre de Boulogne-Billancourt
- 1973 : Le Dernier des métiers de Boris Vian, Maison de la Culture de Nantes
- 1974 : Le Barbier de Séville de Beaumarchais, Maison de la Culture de Nantes
- 1975 : Deux sur la Tamise de Sophie Darbon, théâtre La Bruyère
- 1978 : Punk et Punk et Colégram de Fernando Arrabal, théâtre du Lucernaire
- 1979 : La Baignoire de Victor Haïm, théâtre du Lucernaire
- 1979 : Série blême de Boris Vian, théâtre du Lucernaire
- 1980 : Pétrolimonade de Max Naldini, théâtre Beaubourg
- 1980 : Juin 40 de Pierre Bourgeade, théâtre du Lucernaire
- 1981 : Le Merveilleux Complet couleur glace à la noix de coco  de Ray Bradbury, Chateauvallon
- 1981 : Faut pas faire cela tout seul, David Mathel de Serge Ganzl, théâtre du Lucernaire
- 1981 : Le Roi des balcons de Jean-Jacques Varoujean, Théâtre du Coupe-Chou Beaubourg
- 1982 : Un parfum de miel d'Eric Westphal, théâtre du Lucernaire
- 1982 : Le mal court de Jacques Audiberti, Théâtre du Tourtour
- 1984 : Ubu enchaîné d'Alfred Jarry, théâtre du Lucernaire
- 1985 : La Fête noire de Jacques Audiberti, théâtre du Lucernaire
- 1986 : Le mal court de Jacques Audiberti, théâtre Mouffetard
- 1989 : Dialogues d'exilés de Bertolt Brecht, théâtre du Lucernaire
- 1989 : Le Dépôt des locomotives de Michel Diaz, théâtre Mouffetard
- 1991 : Les Patients de Jacques Audiberti, Petit Montparnasse
- 1991 : Amours et jalousies de Molière, maison Armande Béjart Meudon
- 1995 : La Société des Alloqués de Guy Foissy, théâtre du Lucernaire

## Prix et récompenses
- 2002 : Prix du Brigadier : Brigadier d'honneur pour l'ensemble de sa carrière

## Biographie, bibliographie
- Maquillage de théâtre de Georges Vitaly, 1947
- En toute vitalyté : 50 ans de théâtre de Georges Vitaly, Éditions Nizet, 1995
- Le Fabuleux Roman du théâtre de la Huchette de Gonzague Phélip, Gallimard, 2007
- Malva, Éditions Alna, 2005.